# 다키시메루
〈다키시메루〉(일본어: 抱きしめる→안아줄게)는 대한민국의 가수 보아가 일본에서 발매한 17번째 싱글이다.
전작 〈make a secret〉에 비해 속도감 있는 댄스곡으로, 작곡은 〈LISTEN TO MY HEART〉와 〈VALENTI〉 등 보아의 대표곡을 작곡해 온 하라 가즈히로가 맡았다. 이 곡은 2005년 10월 15일, 음료업체 립톤이 개최한 라이브 이벤트에서 미리 공개되었다. 10일 정도 후에 뮤직 비디오도 공개되었는데, 클럽을 배경으로 노래에 맞춰 춤을 추는 장면, 자동차 운전석에 앉아 있는 장면 등으로 구성되어 있다. 이 곡은 일본의 방송 《스포츠 우루구스》에 사용되었고, 2005년 12월 31일 NHK 《홍백가합전》에 이 곡으로 출연하였다.
커플링 곡인 〈Before you said good-bye to me〉도 하라 가즈히로가 작곡했다. 이별을 추억하고 후회하는 가사로, 타이틀 곡 〈抱きしめる〉와 다른 따뜻한 미디엄 템포 곡이다.
2005년 12월 15일에는 보아의 싱글들 중 최초로 한국에 라이선스 발매되었고, 〈抱きしめる〉는 2006년 2월 15일 발매된 일본 4번째 정규 앨범 《OUTGROW》에 수록되었지만, 커플링 곡 〈Before you said good-bye to me〉는 수록되지 않았다. 《OUTGROW》 싱글들 중 수록되지 않은 곡은 〈Before you said good-bye to me〉가 유일하다.

## 방송 출연 목록
| 일본어: 抱きしめる |                                       | |
| 2005년 10월 15일   | 립톤 라이브                           | QUINCY, DO THE MOTION, make a secret, long time no see, 키미노토나리데, with u, rock with you, Valenti,일본어: 抱きしめる |
| 2005년 11월 5일    | 니혼TV 스포츠 우루구스                | 코멘트 출연 |
| 2005년 11월 18일   | NHK POPJAM                            | |
| 2005년 11월 21일   | 후지TV HEY, HEY, HEY                  | |
| 2005년 11월 21일   | NTV 베스트히트 가요제                 | |
| 2005년 11월 25일   | 아사히TV Music Station                | |
| 2005년 11월 25일   | NTV 음악전사                          | |
| 2005년 11월 26일   | TV도쿄 월간 MelodiX                   | |
| 2005년 11월 30일   | NTV 1억3000만이 선택한 베스트아티스트 | DO THE MOTION |
| 2005년 12월 1일    | TBS 우타방                            | |
| 2005년 12월 2일    | NTV 음악전사                          | |
| 2005년 12월 7일    | 후지TV FNS 가요제                     | 메리크리 |
| 2005년 12월 13일   | 아사히TV Music Station                | MS Super Live 2005 |
| 2005년 12월 31일   | NHK 홍백가합전                        | |

## 트랙리스트
| CD   | CD                                           | CD                                                 | CD                                                 | CD |
| 트랙 | 수록곡                                       | 작사·작곡·편곡                                     | 작사·작곡·편곡                                     |    |
| ---- | -------------------------------------------- | -------------------------------------------------- | -------------------------------------------------- | -- |
| 01   | 抱きしめる                                   | 작사 : 와타나베 나쓰미 / 작곡·편곡 : 하라 가즈히로 | 작사 : 와타나베 나쓰미 / 작곡·편곡 : 하라 가즈히로 |    |
| 02   | Before you said goodbye to me                | 작사 : 후지바야시 쇼코 / 작곡·편곡 : 하라 가즈히로 | 작사 : 후지바야시 쇼코 / 작곡·편곡 : 하라 가즈히로 |    |
| 03   | 抱きしめる (Instrumental)                    | 작곡 : 하라 가즈히로                               | 작곡 : 하라 가즈히로                               |    |
| 04   | Before you said goodbye to me (Instrumental) | 작곡 : 하라 가즈히로                               | 작곡 : 하라 가즈히로                               |    |

## 차트 기록
이 싱글은 오리콘이 집계한 첫주 판매량이 29,028장으로, 전작인 〈make a secret〉의 첫주 판매량 33,768장, 2003년 〈Rock With You〉의 첫주 판매량인 29,047장보다도 낮은 판매량을 기록했다. 판매량 하락폭도 컸으나, 2005년 12월 31일 NHK 《홍백가합전》 출연으로 판매량이 반등(일명 "홍백효과")하여, 총 판매량은 〈make a secret〉과 〈Rock With You〉를 넘어섰다.
오리콘 싱글 차트
| 차트                  | 최고 순위 | 총 판매량 | 차트 진입 횟수 |
| --------------------- | --------- | --------- | -------------- |
| 오리콘 일간 싱글 차트 | 7위       |           |                |
| 오리콘 주간 싱글 차트 | 9위       | 58,436장  | 10회           |
| 오리콘 연간 싱글 차트 | 149위     |           |                |